# جنگ ستارگان: جنگ‌های کلون (فیلم)
جنگ ستارگان: جنگ‌های کلون (به انگلیسی : Star Wars: The Clone Wars)یک فیلم آمریکایی به سبک سه‌بعدی متحرک، اکشن، ماجراجویی، علمی تخیلی نظامی در جهان جنگ ستارگان در سال ۲۰۰۸ است. این فیلم منجر به ساخت یک مجموعه تلویزیونی به همان نام توسط لوکاس فیلم انیمیشن شده‌است. این فیلم در طول سه سال از لحاظ اتفاقات تاریخی بین دو فیلم جنگ ستارگان قسمت دوم: حمله کلون‌ها ۲۰۰۲ و جنگ ستارگان قسمت سوم: انتقام سیت ۲۰۰۵ است. این فیلم توسط برادران وارنر توزیع شده‌است.
لوکاس فیلم و لوکاس فیلم انیمیشن برای ساخت موجودات، شخصیت‌ها و دنیایی دقیق از نرم‌افزار اتودسک و برای تحرک از گرافیک سه‌بعدی رایانه‌ای مایا استفاده کردند.
جنگ‌های کلون در ۱۰ اوت ۲۰۰۸ در سینمای مصری گرامن به نمایش درآمد و پنج روز بعد اکران گسترده شد. این فیلم به‌طور کلی نقدهای منفی از سوی منتقدان دریافت کرد و با فروش جهانی ۶۸٫۳ میلیون دلار، کم‌فروش‌ترین فیلم مجموعهٔ جنگ ستارگان تا امروز شد. این فیلم در واقع به‌عنوان قسمت آزمایشی برای مجموعهٔ تلویزیونی هم‌نام عمل می‌کند که دو ماه پس از اکران فیلم در کارتون نت‌ورک پخش شد.

## داستان
در آغاز جنگ‌های کلون، نیروهای جمهوری کهکشانی در حاشیهٔ بیرونی گرفتار شده‌اند، زیرا جدایی‌طلبان مسیرهای بیشتری از هایپراسپیس را به کنترل خود درآورده‌اند. شوالیهٔ جدای آناکین اسکای‌واکر همراه با استادش اوبی-وان کنوبی و سرباز کلون کاپیتان رکس، نیروهای جمهوری را در برابر ارتش جدایی‌طلبان به رهبری کنت دوکو در سیارهٔ کریستوفسیس فرماندهی می‌کند. با این حال ارتش کلون‌ها خیلی زود از سوی جدایی‌طلبان در هم شکسته می‌شود. در حالی‌که جمهوری در انتظار نیروهای کمکی است، جدای جوانی به نام اوسوکا تانو که به دستور استاد اعظم یودا برای شاگردی آناکین فرستاده شده، وارد می‌شود. در همین زمان فرماندهٔ جدایی‌طلب، لاثسوم، یک سپر انرژی فعال می‌کند. آناکین همراه با اوسوکا و اوبی-وان موفق می‌شوند سپر را نابود کنند.
در همین حال، دوکو که در پی تضمین شراکت با هات‌هاست، روتا پسر جَبای هات را می‌رباید. اوبی-وان با جبا مذاکره کرده و بازگشت امن پسرش را وعده می‌دهد، در حالی‌که آناکین رهبری ارتش کلون‌ها را برای نجات روتا به سیارهٔ تِت بر عهده می‌گیرد. روتا در صومعه‌ای زندانی است. آناکین و اوسوکا او را نجات می‌دهند، اما متوجه می‌شوند که روتا بیمار شده و دوکو عملاً این آدم‌ربایی را صحنه‌سازی کرده تا جدای‌ها را بدنام کند و حمایت هات‌ها را برای جدایی‌طلبان به دست آورد.
وقتی آناکین و اوسوکا همراه روتا و آر۲-دی۲ از صومعه می‌گریزند، قاتل اساج ونترس که پیش‌تر گروهی از شکارچی جایزه‌بگیر جبا را خنثی کرده بود، فیلمی از آناکین در حال ابراز انزجار نسبت به هات‌ها به دست می‌آورد و آن را به جبا نشان می‌دهد. اوبی-وان به صومعهٔ تت می‌رسد و نبردی کوتاه با ونترس دارد. در همین حال پدمه آمیدالا به کورسکانت می‌رود تا با زایرو، عموی جبا، روبه‌رو شود و درمی‌یابد که او با دوکو همدستی کرده تا جبا را ساقط کرده و قدرت هات‌ها را به دست گیرد. پدمه دستگیر می‌شود، اما با کمک سی-تری‌پی‌او آزاد شده و زایرو بازداشت می‌شود.
آناکین و اوسوکا، که حالا احترام متقابل یافته‌اند، برای بازگرداندن روتا به پدرش به تاتوئین سفر می‌کنند. با این حال کشتی آن‌ها زیر آتش نیروهای جدایی‌طلب قرار گرفته و در فاصله‌ای دور از کاخ جبا سقوط می‌کند. در مسیر کاخ، آناکین با دوکو روبه‌رو می‌شود و آن دو وارد نبرد لایت‌سیبر می‌شوند. دوکو درمی‌یابد که روتا نزد آناکین نیست. در واقع آناکین کوله‌ای پر از سنگ حمل می‌کرده تا او را فریب دهد، در حالی‌که اوسوکا روتا را سالم به جبا می‌رساند. با این وجود، جبا دستور اعدامشان را صادر می‌کند. پدمه فریبکاری عموی جبا را فاش می‌کند و او اطمینان می‌دهد که قبیلهٔ هات، زایرو را به شدت مجازات خواهد کرد. در پایان پیمانی امضا می‌شود که به نیروهای جمهوری اجازهٔ عبور از قلمرو جبا را می‌دهد.